# Sander Coopman
Sander Coopman (Wielsbeke, 12 marzo 1995) è un calciatore belga, centrocampista del Borac Banja Luka.

## Carriera
Sander Coopman cresce nelle giovanili del Club Bruges dall'età di 12 anni.
Esordisce in prima squadra l'11 dicembre 2014 in UEFA Europa League contro l'HJK Helsinki partendo dalla formazione titolare.
Nel 2016 passa in prestito allo Zulte Waregem,squadra con la quale aveva iniziato da bambino.

## Palmarès

### Competizioni nazionali
- Coppa del Belgio: 3

Club Bruges: 2014-2015
Zulte Waregem: 2016-2017
Anversa: 2019-2020
- Campionato belga: 1

Club Bruges: 2015-2016
- Supercoppa del Belgio: 1

Club Bruges: 2018